# Valore atteso

Questo grafico mostra la convergenza della successione del valor medio dei risultati di un dado a sei facce al valore atteso 3,5 al crescere del numero di tiri.

In teoria della probabilità il valore atteso (chiamato anche media o speranza matematica) di una variabile casuale {\displaystyle X} è un numero indicato con {\displaystyle \mathbb {E} [X]} (da expected value o expectation in inglese o dal francese espérance) che formalizza l'idea euristica di valore medio di un fenomeno aleatorio.
In generale il valore atteso di una variabile casuale discreta (che assuma cioè solo un numero finito o una infinità numerabile di valori) è dato dalla somma dei possibili valori di tale variabile, ciascuno moltiplicato per la probabilità di essere assunto (ossia di verificarsi), cioè è la media ponderata dei possibili risultati. Per una variabile casuale continua la questione è più delicata e si deve ricorrere alla teoria della misura e all'integrale di Lebesgue-Stieltjes.
Per esempio, nel celebre gioco testa o croce, se scegliamo "testa" e ipotizziamo un valore di 100 per la vittoria (testa) e di zero per la sconfitta (croce), il valore atteso del gioco è 50, ovvero la media delle vincite e perdite pesata in base alle probabilità (50% per entrambi i casi): {\displaystyle 100\cdot 0,5+0\cdot 0,5=50}, cioè il valore di "testa" per la sua probabilità e il valore di "croce" per la sua probabilità.

## Definizione matematica
Sia {\displaystyle (\Omega ,{\mathfrak {F}},\mathbb {P} )} uno spazio di probabilità e {\displaystyle X} una variabile aleatoria a valori reali su tale spazio (ossia una funzione misurabile {\displaystyle X\colon \Omega \to \mathbb {R} }, dove i numeri reali si intendono equipaggiati con la loro σ-algebra boreliana). Il valore atteso di {\displaystyle X} è l'integrale di {\displaystyle X} rispetto alla misura di probabilità {\displaystyle \mathbb {P} }:
{\displaystyle \mathbb {E} (X):=\int _{\Omega }X(\omega )d\mathbb {P} (\omega ).}

### Calcolare il valore atteso di variabili aleatorie discrete
Nel caso di variabile casuale discreta che ammette funzione di probabilità {\displaystyle p_{i}} è definita come
{\displaystyle \mathbb {E} [X]=\sum _{i=1}^{\infty }x_{i}p_{i}.}

### Calcolare il valore atteso di variabili aleatorie assolutamente continue
Nel caso di variabile casuale continua che ammette funzione di densità di probabilità {\displaystyle f(x)} la definizione diventa
{\displaystyle \mathbb {E} [X]=\int _{-\infty }^{\infty }xf(x)dx.}

### Speranza matematica finita
Si dice che {\displaystyle X} ha speranza finita nel discreto se
{\displaystyle \mathbb {E} [|X|]=\sum _{i=1}^{\infty }|x_{i}|\,p_{i}<+{\infty },}
mentre nel continuo se
{\displaystyle \mathbb {E} [|X|]=\int _{-\infty }^{\infty }|x|f(x)dx<+{\infty }.}

## Proprietà

### Media di una costante
La media di una costante {\displaystyle c} (cioè di una variabile casuale che assume il valore {\displaystyle c} con probabilità 1) è ovviamente la costante stessa:
{\displaystyle \mathbb {E} [c]=c}.

### Linearità
Un'importante caratteristica del valore atteso è la linearità: ovvero per ogni variabile casuale X e coppia di numeri reali {\displaystyle a} e {\displaystyle b} si ha
{\displaystyle \mathbb {E} [aX+b]=a\mathbb {E} [X]+b.}
Questa proprietà è facilmente dimostrabile: per esempio, nel caso di una variabile casuale discreta, si ha
{\displaystyle \mathbb {E} [aX+b]=\sum _{i=1}^{\infty }(ax_{i}+b)P(X=x_{i})=a\sum _{i=1}^{\infty }x_{i}P(X=x_{i})+b\sum _{i=1}^{\infty }P(X=x_{i})=a\mathbb {E} [X]+b,}
perché la somma delle probabilità è 1, in quanto consideriamo la somma di tutti i possibili eventi.
Questa proprietà ha la conseguenza importante che date due variabili casuali qualsiasi {\displaystyle X} e {\displaystyle Y} (non necessariamente indipendenti) si ha
{\displaystyle \mathbb {E} [X+Y]=\mathbb {E} [X]+\mathbb {E} [Y].}
Questa proprietà non vale per il prodotto: in generale, {\displaystyle \mathbb {E} [XY]} è diverso da {\displaystyle \mathbb {E} [X]\mathbb {E} [Y].} Quando queste due quantità sono uguali, si dice che {\displaystyle X} e {\displaystyle Y} sono non correlate. In particolare, due variabili casuali indipendenti sono non correlate.

### Monotonia
Se i valori che assume una variabile casuale {\displaystyle X} sono compresi tra due estremi {\displaystyle a} e {\displaystyle b}, così sarà la media di {\displaystyle X}; infatti
{\displaystyle \mathbb {E} [X]=\sum _{i=1}^{\infty }x_{i}P(X=x_{i})>a\sum _{i=1}^{\infty }P(X=x_{i})=a,}
e allo stesso modo si dimostra nel caso continuo. Da questo si deduce che se due variabili casuali verificano {\displaystyle X\geq Y} (ossia, per ogni evento {\displaystyle E,} il valore di {\displaystyle X} in corrispondenza di quell'evento è maggiore o uguale di quello di {\displaystyle Y}), allora
{\displaystyle \mathbb {E} [X]\geq \mathbb {E} [Y].}

## Stime del valore atteso
In statistica, la stima del valore atteso assume un ruolo centrale, in quanto principale parametro usato nella statistica inferenziale. Comunemente esso verrà stimato dalla media dei valori del campione (ad esempio la media aritmetica) o, nelle applicazioni, dalla cosiddetta trimmed mean, ossia la media che tiene conto solo dei valori più centrali del campione (ad esempio solo de 50% dei valori più centrali). La trimmed mean viene spesso preferita alla rispettiva media poiché è considerato un dato statistico più robusto, ossia meno suscettibile di variazioni in presenza di valori anomali del campione.

## Calcolo del valore atteso nel gioco

### Gioco dei dadi
Nel gioco dei dadi, rappresentando il risultato del tiro del dado con una variabile casuale che possa assumere i valori {\displaystyle 1,2,3,4,5,6}, ciascuno con probabilità {\displaystyle 1/6,} intuitivamente, la media di questa variabile casuale sarà {\displaystyle 3,5}, dal momento che {\displaystyle 1\cdot {\frac {1}{6}}+2\cdot {\frac {1}{6}}+3\cdot {\frac {1}{6}}+4\cdot {\frac {1}{6}}+5\cdot {\frac {1}{6}}+6\cdot {\frac {1}{6}}=3,5.}

### Gioco del lotto
- Nel gioco del lotto vengono estratti {\displaystyle 5} numeri tra {\displaystyle 1} e {\displaystyle 90}, e un giocatore può puntare una certa posta sul verificarsi di vari eventi. Calcoliamo il valore atteso del ricavo di uno scommettitore che punti {\displaystyle 10} euro sulle cinque possibili giocate.
  - Numero secco (si punta sull'uscita di un determinato numero; la vincita paga circa undici volte la posta): la probabilità che il giocatore vinca è data dal rapporto da {\displaystyle 5/90} (rapporto tra i numeri vincenti e tutti i numeri che possono essere estratti), e in tal caso il giocatore vincerà {\displaystyle 11\cdot 10-10=100} euro; la probabilità di perdita è {\displaystyle 85/90,} e in tal caso il giocatore perderà i {\displaystyle 10} euro di puntata. Il ricavo medio sarà quindi {\displaystyle {\frac {5}{90}}\cdot 100-{\frac {85}{90}}\cdot 10=-{\frac {35}{9}}\simeq -3,89.} Ossia, in media il giocatore perderà {\displaystyle 3,89} euro per ogni {\displaystyle 10} euro giocati.
  - Ambo (si punta sull'uscita di una determinata coppia di numeri; la vincita paga {\displaystyle 250} volte la posta): vi sono {\displaystyle {90 \choose 2}=4005} possibili coppie di numeri. Poiché sulla ruota vengono estratti {\displaystyle 5} numeri, gli ambi estratti sono {\displaystyle {5 \choose 2}=10} e pertanto il giocatore vincerà con probabilità {\displaystyle 10/4005,} e in questo caso egli guadagnerà {\displaystyle 250\cdot 10-10=2490} euro; la probabilità di perdita è {\displaystyle 3995/4005,} e in tal caso il giocatore perderà i {\displaystyle 10} euro di puntata. Il guadagno medio sarà quindi {\displaystyle {\frac {10}{4005}}\cdot 2490-{\frac {3995}{4005}}\cdot 10\simeq -3,76.} Ossia, in media il giocatore perderà {\displaystyle 3,76} euro per ogni {\displaystyle 10} euro giocati.
  - Terno (si punta sull'uscita di una determinata terna di numeri; la vincita paga {\displaystyle 4500} volte la posta): ci sono {\displaystyle 117480} possibili terne distinte di numeri.
  - Quaterna (si punta sull'uscita di una determinata quaterna di numeri; la vincita paga {\displaystyle 120000} volte la posta): ci sono {\displaystyle 2555190} possibili quaterne distinte di numeri.
  - Cinquina (si punta sull'uscita di una determinata cinquina di numeri; la vincita paga {\displaystyle 6} milioni di volte la posta): Ci sono {\displaystyle 43949268} possibili cinquine distinte di numeri.

La tabella seguente mostra un riepilogo delle perdite medie per una giocata di importo pari a {\displaystyle 1} euro.
|              | Probabilità di vincita | Quote di vincita per {\displaystyle 1} euro giocato | Perdita media in centesimi |
| ------------ | ---------------------- | --------------------------------------------------- | -------------------------- |
| Numero secco | 1/18                   | 11                                                  | 38,9                       |
| Ambo         | 2/801                  | 250                                                 | 37,6                       |
| Terna        | 1/11748                | 4500                                                | 61,7                       |
| Quaterna     | 1/511038               | 120000                                              | 76,5                       |
| Cinquina     | 1/43949268             | 6 milioni                                           | 86,3                       |

### Poker
Il valore atteso è l'aspettativa, positiva o negativa che sia (ecco perché vedrete spesso le sigle EV- o EV+), che abbiamo ogniqualvolta prendiamo una decisione; cercare di prendere quante più decisioni a valore atteso positivo, è fondamentale per vincere nel long term.
Nel poker, ogni volta che scegliamo di fare un bet, un fold o un raise, abbiamo a che fare con un EV positivo o negativo. Alla fine della nostra carriera avremo guadagnato tanto più quante più scelte a EV positivo avremo preso, e perso tanto meno quante più scelte a EV negativo avremo evitato.
A volte nel poker capita che sia un bet che un raise abbiano entrambi EV positivo, in questo caso il giocatore con esperienza deve sapere individuare quale sia la mossa con EV maggiore.
Quando si gioca a poker non si ha il tempo di calcolare precisamente qual è l'EV di una determinata mossa e spesso non si sa neanche se la mossa che si è fatta sia vantaggiosa o no, cioè se abbia EV positivo o negativo.
Questo perché il poker è un gioco a informazioni incomplete e quindi, anche volendo, non potremmo calcolare precisamente in ogni momento l'EV di un particolare bet o fold perché non abbiamo a disposizione i dati numerici per effettuare il calcolo. Spesso i giocatori professionisti, lontano dal tavolo da gioco cercano di valutare l'EV di una determinata giocata facendo delle ipotesi sul comportamento degli avversari e sulle carte che hanno in mano.
Queste analisi (spesso molto utili) richiedono tempo e non potrebbero mai essere effettuate durante una partita. Nell'hold'em si presentano continuamente nuovi contesti di gioco, ma spesso è possibile individuare una situazione che è simile a un'altra analizzata precedentemente. Tanto più si ha dimestichezza nell'individuare queste situazioni, tanto più ci si troverà a proprio agio al tavolo da gioco.
Concludendo, l'EV nel poker non è visibilmente presente ma che ogni sforzo che il giocatore fa per “vincere” non è altro che uno sforzo (consapevole o no) per fare scelte con il più elevato EV possibile.